# شیخملو (ورزقان)
شیخملویکی از روستاهای استان آذربایجان شرقی است که دردهستان ازومدل جنوبی بخش مرکزی شهرستان ورزقانواقع شده‌است که دارای حدود۲۰۰ خانواروجمعیتی بالغ بر۱۲۰۰نفرمیباشد.
از جاهای دیدنی آن می توان به علم دره سی، قوماخ، قیلیشلی بولاخ،یول آلتی وایلقینااشاره کرد.
رودخانه آن درتمام فصول جریان دارد،که غالب مزارع آن را سیراب میکند. دررمضان سال۱۳۹۱زلزله ای که ۶/۳ ریشترقدرت آن بود،در طی یک روز۲بار این روستا را لرزاند و تقریبا تمام روستا را با خاک یکسان کرد، و ۱۳نفر از اهالی رابه کام مرگ کشاند.
بنابرمکاشفات برخی ازعرفا، شخصیت آرمیده دراوجاق این روستا که درمنطقه شمالی این روستا به نام اوجاق دؤشی قرارگرفته، شخصیتی بزرگ ولی گمنام میباشد.
شخصیت مشهورمعاصر این روستا حجت الاسلام و المسلمین رضاتوحیدخواه(مرغ دل)متخلص به اردم میباشد که نویسنده،خطیب،وشاعری تواناست که مجموعه های مختلف شعری ازجمله مجموعه شعری «آخشامسیز سحر»از این شخصیت بزرگ میباشد.
در خاتمه به چند بیت ازشعرترکی این شاعرشهیردر مورد این روستا که زادگاهش می باشد،اشاره میگردد.
بورا یوردومدی محبت چراغیم بوردا یانیب/
آچیلیبدیر سحریم بوردا، کی عشقیم اویانیب/
بوردا عشقیم اویانانناندی کی ظلمت دایانیب/بوردا قویمازدا چوبانلار قوزونی قورد آپارا/بوردا نوریله جوشان ایلقار هارا؟ ظلمت هارا؟